# Lemony Snicket’s A Series of Unfortunate Events (gra komputerowa)
Lemony Snicket's A Series of Unfortunate Events – gra oparta na filmie Lemony Snicket: Seria niefortunnych zdarzeń, który jest ekranizacją książek Daniela Handlera. Gracz wciela się w jedno z trójki sierot Baudelaire, których rodzice giną w pożarze, a następnie przez pana Poe, zostają oddani pod opiekę okrutnemu Hrabiemu Olafowi.

## Głosu użyczyli
- Emily Browning – Wioletka Baudelaire
- Liam Aiken – Klaus Baudelaire
- Karis Campbell – Słoneczko Baudelaire
- Jim Carrey – Hrabia Olaf
- Tim Curry – Lemony Snicket
- Dan Hagen – Pan Poe
- Jay Gordon – Wujek Monty / Hakoręki
- Donna Bullock – Ciotka Józefina
- S. Scott Bullock – Łysy
- Jocelyn Blue – Bladolica dama I
- Kari Wahlgren – Bladolica dama II
- April Stewart – Sędzia Strauss